# Thiais
Thiais är en kommun i departementet Val-de-Marne i regionen Île-de-France i norra Frankrike. Kommunen ligger i kantonen Thiais som tillhör arrondissementet L'Haÿ-les-Roses. År 2022 hade Thiais 32 006 invånare.

## Befolkningsutveckling
Antalet invånare i kommunen Thiais
| Referens: INSEE |